# بيران داملا يلماز
بيران داملا يلماز (بالتركية: Biran Damla Yılmaz)‏ (28 يونيو 1997، إسطنبول) هي ممثلة تركية. اشتهرت بدور ايلول في مسلسل الأزهار الحزينة.

## حياتها
بدأت بيران داملا يلماز التمثيل في سن 16 وذلك في عام 2013. والديها منفصلين وتعيش مع والدتها وزوج والدتها ولديها أخت تصغرها.

## أعمالها
| العام | العمل                      | الدور | ملاحظات        |
| 2013  | الممنوع                    | أسماء | مسلسل تلفزيوني |
| 2015  | حريم السلطان               | —     | مسلسل تلفزيوني |
| 2015  | الأزهار الحزينة            | ايلول | مسلسل تلفزيوني |
| 2015  | الاكاذيب البيضاء           | نسرين | مسلسل تلفزيوني |
| 2015  | المدرسة الأروع 4 الجزيرة ، | دينيز | فيلم سينمائي   |
| 2019  | روح بيتي                   | جيلان | مسلسل تلفزيوني |
| 2020  | السد                       | نهير  | مسلسل تلفزيوني |
| 2021  | التفاحة الممنوعة           | كومرو | مسلسل تلفزيوني |